# Макенроде (Айхсфельд)
Макенроде (нем. Mackenrode) — община в Германии, в земле Тюрингия.
Входит в состав района Айхсфельд. Подчиняется управлению Удер. Население составляет 344 человека (на 31 декабря 2010 года). Занимает площадь 3,80 км².
Коммуна подразделяется на 3 сельских округа.